# Фантастическая живопись

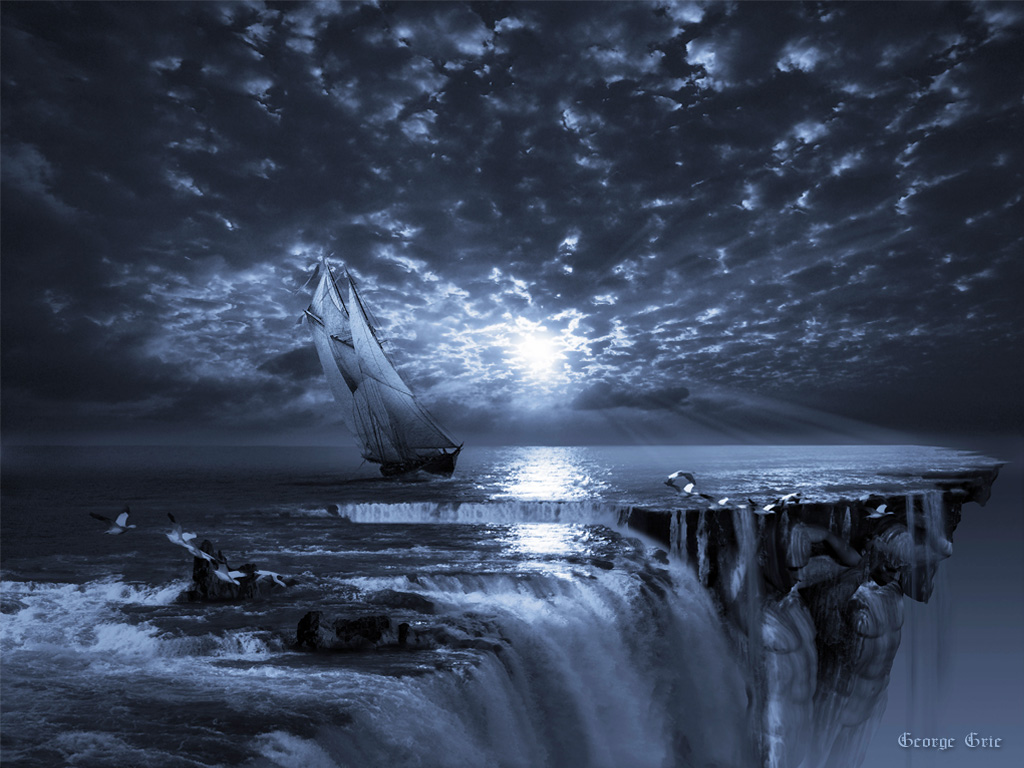
Джордж Грие «Путешествие до Последней Черты» (2007)

Фантастическая живопись — разновидность живописи на фантастические темы.
По фантастической живописи, иллюстрациям, комиксам и графическому роману есть номинации в 23 наградах: премия Европейского общества научной фантастики, премия Хьюго, премия Чесли, Всемирная премия фэнтези, премия Британской ассоциации научной фантастики, Британская премия фэнтези, премия читателей журнала «Science Fiction Chronicle», Премия Международной Гильдии Ужаса, Премия Дэвида Геммела, Премия Гоэна, Премия Брэма Стокера, Локус, Китчис, Зал славы Первого фэндома, Балрог, AnLab, премия читателей журнала «Азимов», немецкая фантастическая премия, японская Премия Сэйун (категории «комикс» и «художник»), украинский Фанкон (иллюстратор), российская премия «Странник», номинация «Портрет Дориана Грея» с 3 призовыми местами в премии фестиваля «Звездный мост» и 2 номинации (иллюстрация и обложка) в премии фестиваля «Интерпресскон».

## История

### СССР и РФ
У истоков советской кинофантастики и фантастической живописи стоял Ю. П. Швец. Одни картины Швец рисовал в качестве эскизов к фантастическим фильмам, другие были самостоятельными работами на научно-фантастические сюжеты. Швецом были созданы картины «Луна. Океан бурь. Проспект им. Гагарина. 1996», «Текущий ремонт. Звёздная служба», «Космодром на Луне» и другие. «Технарь» Г. Покровский начинал карьеру художника с рисунков и схем в своих статьях, а потом создал несколько картин на фантастические, футуристические и космические сюжеты. Большое влияние на фантастическую живопись оказало развитие космонавтики.
В 1976 году появилось объединение художников, работающих в жанре фантастической живописи — «Интеркосмос», которое официально функционировало при союзе художников СССР.
Большую роль в развитии фантастической живописи сыграла редакция журнала «Техника — молодёжи». С конца 1960-х годов журнал стал проводить тематические конкурсы фантастической живописи «Мир завтрашнего дня», «Мир 2000 года», «Сибирь завтра». В феврале 1977 года был открыт конкурс «Время — Пространство — Человек». За 3 года на конкурс прислали более 1000 картин, 200 из которых были опубликованы в журналах, а 500 размещены в галерее фантастической и космической живописи. Первый этап конкурса подвели в 1980 году, было принято решение перевести конкурс на постоянную основу. Конкурс «Время — Пространство — Человек» просуществовал до распада СССР. В апреле 1980 года при журнале была создана постоянная выставка научно-фантастической живописи, передвижная часть которой побывала во многих городах Советского Союза.

В 1981 году журнал «Техника — молодёжи», анализируя истоки научно-фантастической живописи (космического искусства), писал: 
Созданные Ю. П. Швецом, его современниками и последователями произведения открыли перед советским и мировым изобразительным искусством новую, космическую дорогу. Наши потомки из третьего тысячелетия, вероятно, найдут в них одно из ярких свидетельств начала нового этапа развития мировой культуры, устремившейся в бескрайние пространства и времена.
Геннадий Тищенко проводит выставки фантастический живописи, а также дает интервью в телепередаче Сергея Чекмаева «Точка отсчёта».

### Япония
В Японии появилась особая графическая стилистика манги и аниме.

## Печатная продукция
Для обобщения творений фантастической живописи издаются фантастические альбомы. Они бывают 2 видов: первый вид посвящён творчеству отдельных художников-фантастов; второй рассматривает межавторские вымышленные вселенные («Звёздные войны», «Матрица», «Властелин колец» и другие), имеющие несколько иллюстраторов.
Авторские альбомы отдельных художников издаются намного реже, чем межавторские сборники вымышленных вселенных. Лидером по количеству персональных альбомов (полтора десятка) является Луис Ройо.
Много фантастических альбомов вышло в связи с настольными играми. В 1985 году компания TSR выпустило альбом The Art of the Dungeons & Dragons Fantasy Game. Первый российский фэнтези-альбом посвящён коллекционно-карточной игре «Берсерк».
Также существуют фантастические комиксы. Дмитрий Злотницкий в своей статье «Фантастические комиксы» в журнале «Мир фантастики» выделяет 5 направлений фантастических комиксов: комиксы по мотивам знаменитых сериалов, комиксы по мотивам литературных произведений, комиксы по мотивам игровых вселенных, комиксы по мотивам потерявших популярность сериалов (комиксы по мотивам приключений Индианы Джонса, комиксовая серия Зена, королева воинов, комиксы по мотивам Рыжей Сони, мини-серии по мотивам Конана, серия комиксов про Горца компании Dynamite Entertainment, комиксы по мотивам Robotech фирмы Wildstorm 2003 года, многочисленные комиксы по мотивам трансформеров компаний Marvel, DreamWave и IDW Publishing) и авторские оригинальные комиксы без связи с уже существующими фантастическими произведениями (Ричард и Венди Пини ElfQuest — «Сага о Лесных всадниках» 1978 года, мир Warlands компаний DreamWave и Image Comics, серия Sojourn компании Crossgen Comics, мир Soulfire, V for Vendetta и серия о городе меж миров GrimJack). Иногда комиксы дают новую жизнь пришедшим в упадок фантастическим образам.
Важную роль играет иллюстрирование фантастических книг. Олег Бабкин в своем интервью отдельно выделяет роль программы Corel Painter для иллюстрирования литературной фантастики.

## Кинематограф
В кинематографе рекорд по количеству художественных сборников принадлежит «Звёздным войнам» Лукаса. За тридцать лет существования «Звёздных войн» над их оформлением работали десятки знаменитых художников (от классика Дрю Струзана до одного из лучших комиксистов Джен Дуурсимы). Но лишь в середине 1990-х годов были изданы отдельные художественные альбомы. В 1996 году вышло 3 фантастических альбома по тематике «Звёздных войн»: Ральфа Маккуорри, братьев Хильдебрандтов и Дэйва Дормана. В 1997 году появилась мини-серия The Art of Star Wars.

### «Мир фантастики»
- Дмитрий Злотницкий. Врата Миров: Фантастические альбомы // Мир фантастики. — апрель 2008. — № 56.
- Дмитрий Злотницкий. Врата Миров: Фантастические комиксы // Мир фантастики. — май 2007. — № 45.
- Интервью: Олег Бабкин, художник // Мир фантастики.
- НОВОСТИ МФ. Классика фантастической живописи // Мир фантастики. Архивировано 20 февраля 2015 года.
- НОВОСТИ МФ. Геннадий Тищенко в «Точке oтсчета» // Мир фантастики. Архивировано 20 февраля 2015 года.